# Jorge da Silva
Jorge Orosmán da Silva Echeverrito (ur. 11 grudnia 1961) – piłkarz urugwajski o przydomku Polilla, napastnik. Wzrost 182 cm, waga 83 kg.

## Kariera
Karierę piłkarską rozpoczął w 1977 w klubie Fenix Montevideo, skąd po krótkim pobycie w Danubio FC przeszedł w 1978 do klubu Defensor Sporting.
W 1982 przeniósł się do Hiszpanii, do klubu Real Valladolid. Jako król strzelców ligi hiszpańskiej w sezonie 1983/84 zdobył Trofeo Pichichi. W historii klubu Real Valladolid jest jednym z dwóch piłkarzy, którym udało się zdobyć koronę króla strzelców.
Po przejściu do Atlético Madryt da Silva był częścią drużyny, która w 1985 zdobyła Superpuchar Hiszpanii (Supercopa de España). Wciąż będąc graczem madryckiego klubu wziął udział w finałach mistrzostw świata w 1986 roku, gdzie Urugwaj dotarł do 1/8 finału. Da Silva zagrał w trzech meczach - z Niemcami, Danią i Argentyną.
W 1987 da Silva wrócił do Ameryki Południowej by grać w argentyńskim klubie River Plate. W klubie tym w 58 meczach zdobył 23 bramki.
W 1989 przeniósł się do Chile, do klubu CD Palestino, skąd w 1991 przeszedł do kolumbijskiego klubu América Cali. W 1992 zdobył mistrzostwo Kolumbii oraz dotarł do półfinału Copa Libertadores 1992 i Copa Libertadores 1993. Jako gracz klubu América wziął udział w turnieju Copa América 1993, gdzie Urugwaj odpadł w ćwierćfinale. Da Silva zagrał w dwóch meczach grupowych z USA i Wenezuelą, oraz w spotkaniu ćwierćfinałowym z Kolumbią.
W 1995 przeszedł na krótko do Millonarios FC, któremu pomógł dotrzeć do ćwierćfinału Copa Libertadores 1995, po czym wrócił do Urugwaju by zakończyć karierę w klubie Defensor Sporting.
Da Silva w reprezentacji Urugwaju od chwili debiutu z Koreą Południową (remis 2:2) 20 lutego 1982 do 1 sierpnia 1993 rozegrał 26 meczów i zdobył 6 bramek